# Dragon Con
Dragon Con — ежегодный американский многожанровый фестиваль, проводимый в Атланте с 1987 года.

## История
Первый Dragon Con был проведён в 1987 году. Его организовала группа Dragon Alliance of Gamers and Role-Players, основанная Эдом Крамером. Фестиваль назван в честь компьютера Dragon 32/64. Первое мероприятие посетило около 1400 человек. В 1993—1995 годах на Dragon Con вручалась награда Wizard Award. Наиболее посещаемым фестиваль был с 2016 по 2019 год, тогда в нём участвовало от 70 000 до 85 000 человек. В 2020 году из-за пандемии COVID-19 Dragon Con прошёл виртуально.